# Estrecho de Malaca
El estrecho de Malaca es un largo estrecho de mar del sudeste de Asia localizado entre la costa occidental de la península malaya y la isla indonesa de Sumatra, un importante corredor marítimo que une, al norte, el mar de Andamán, mar marginal del océano Índico, y al sur el estrecho de Singapur.
Se entiende que el límite occidental del océano Pacífico está en el estrecho de Malaca.
El estrecho se extiende en dirección SE-NO y tiene aproximadamente 930 km de longitud, con una anchura entre 38 km y 393 km. En su parte media se encuentra su mínima profundidad la que condiciona el calado de los buques que lo atraviesan (proximidades de Port Kelang, One Fathom Bank). En la parte sureste, el estrecho comunica con el estrecho de Singapur y está cerrado por varias islas del grupo del archipiélago de Riau que permiten la navegación por varios canales de paso.
Ha adquirido un importante papel estratégico, siendo la principal vía de abastecimiento de petróleo de dos de los principales consumidores mundiales, Japón y China. En promedio, 150 barcos pasan a diario a través del estrecho, que es una ruta de navegación importantísima, ya que vincula todo el mar de la China Meridional con el océano Índico y con Europa vía canal de Suez.
Los puertos más importantes son Malaca (Malasia) y Singapur, en el extremo meridional de este estrecho, uno de los más grandes del mundo en cuanto a volumen de carga anual, aunque Singapur está a orillas de otro estrecho independiente, el estrecho de Singapur.
El estrecho de Malaca recibe el nombre por la ciudad que se encuentra a sus orillas.

## Extensión

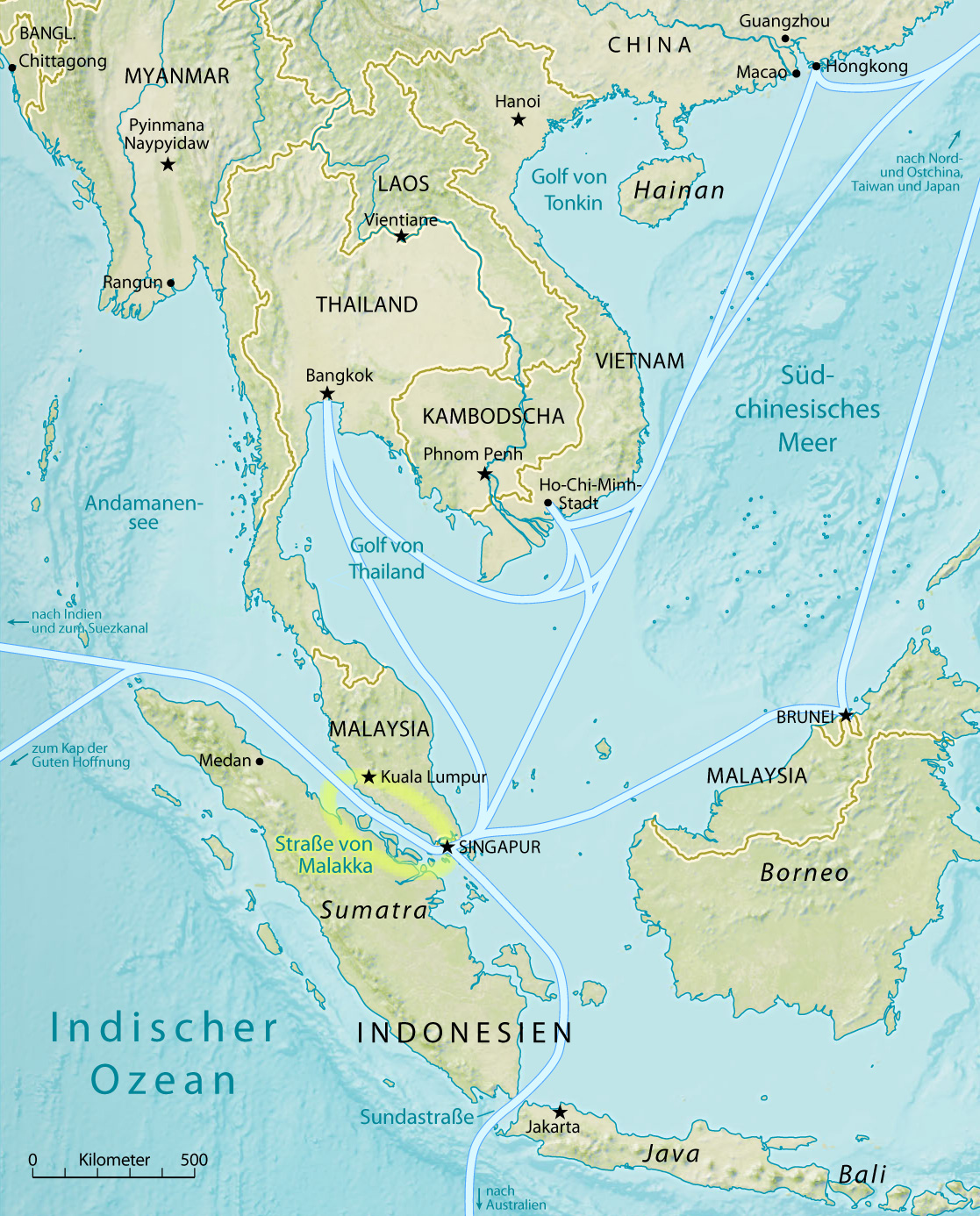
Mapa del Estrecho de Malaca.

La Organización Hidrográfica Internacional define los límites del estrecho de Malaca de la siguiente manera:

Por el oeste. Línea que une Pedropunt, el punto más septentrional de Sumatra (5°40′N 95°26′E / 5.667, 95.433), y Lem Voalan, el extremo meridional de Goh Puket. [Cabo Phromthep en Isla Phuket] en Siam [Tailandia] (7°45′N 98°18′E / 7.750, 98.300).

Por el este. Línea que une Tanjong Piai (Bulus), el extremo sur de la Península Malaya (1°16′N 103°31′E / 1.267, 103.517), y Los Hermanos (1°11.5′N 103°21′E / 1.1917, 103.350), y de ahí a Karimun Pequeña (1°10′N 103°23.5′E / 1.167, 103.3917).
Al norte. La costa suroeste de la península malaya.
Al sur. La costa noreste de Sumatra hasta el este de Tanjong Kedabu (1°06′N 102°58′E / 1.100, 102.967), desde allí hasta Klein Karimoen.

## Historia

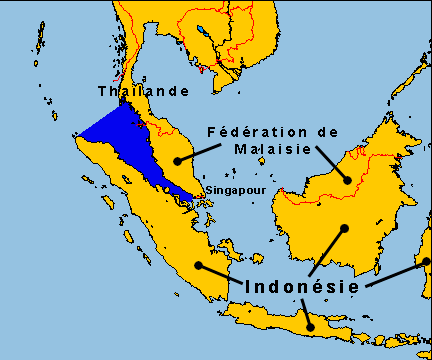
La definición del Estrecho según la OHI. El Estrecho de Malaca conecta el Océano Pacífico al este con el Océano Índico al oeste.

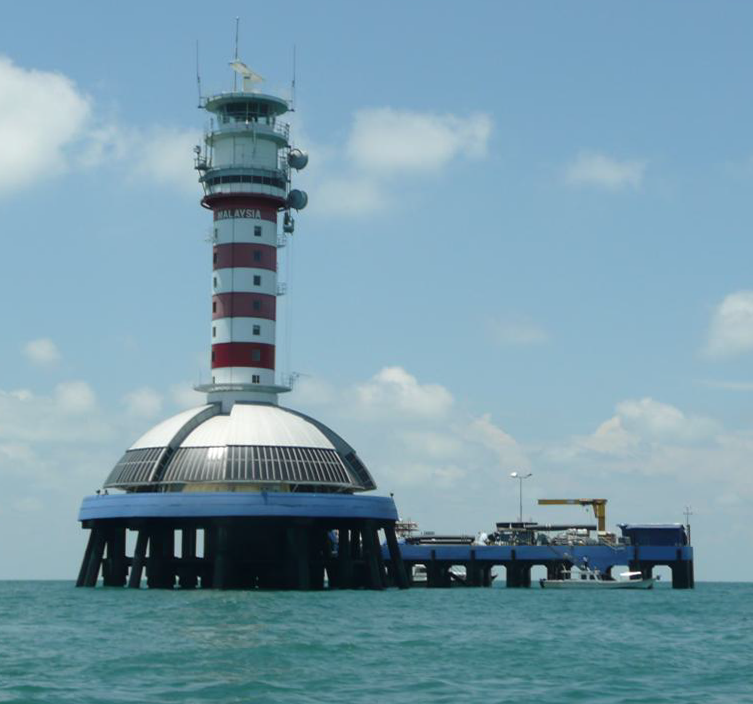
El nuevo Faro de One Fathom Bank en 1999.

Los primeros comerciantes procedentes de Arabia, África, Persia y el sur de la India llegaron a Kedah antes de arribar a Guangzhou.  Kedah servía de puerto occidental en la Península Malaya. Comerciaban con cristalería, alcanfor, artículos de algodón, brocados, marfil, sándalo, perfumes y piedras preciosas. Estos comerciantes navegaban a Kedah a través de los vientos monzones entre junio y noviembre. Regresaban entre diciembre y mayo. Kedah proporcionaba alojamiento, porteadores, pequeñas embarcaciones, balsas de bambú, elefantes, así como recaudación de impuestos para que las mercancías fueran transportadas por tierra hacia los puertos orientales de la península malaya, como Langkasuka y Kelantan. Después del siglo X, los barcos procedentes de China empezaron a comerciar en estos puestos comerciales y puertos orientales. Kedah y Funan fueron puertos famosos a lo largo del siglo VI, antes de que la navegación empezara a utilizar el propio estrecho de Malaca como ruta comercial.
Estos comerciantes navegaban a Kedah, entre junio y noviembre, gracias a los vientos del monzón. Regresaban entre diciembre y mayo. Kedah proporcionaba alojamiento, entibadores, pequeñas embarcaciones, balsas de bambú, elefantes, y también facilitaba la recaudación de tasas por los bienes que eran transportados por tierra hacia los estados orientales de la península Malaya, como Kelantan. Los buques llegaban desde China para comerciar a estos puestos y puertos orientales. Kedah y Funan eran ya puertos famosos en el siglo VI, antes de que las expediciones comerciales comenzaran a utilizar el estrecho de Malaca como ruta marítima.
En el siglo VII ascendió al poder el imperio marítimo de Srivijaya, con sede en Palembang, Sumatra, y su influencia se extendió a la península malaya y  Java. El imperio se hizo con el control efectivo de dos importantes puntos de estrangulamiento del sudeste asiático marítimo: el estrecho de Malaca y el estrecho de Sunda. Mediante el lanzamiento de una serie de conquistas e incursiones en posibles puertos rivales a ambos lados del estrecho, Srivijaya aseguró su dominio económico y militar en la región, que duró unos 700 años. Srivijaya obtuvo grandes beneficios del lucrativo comercio de especias, como el sistema de comercio tributario con China y el comercio con mercaderes indios y árabes. El estrecho de Malaca se convirtió en una importante ruta comercial marítima entre India y China. La importancia del Estrecho de Malaca en las redes comerciales mundiales continuó en siglos posteriores con el surgimiento del Sultanato de Malaca en el siglo XV, el Sultanato de Johor y la moderna ciudad-estado de Singapur.
Desde el siglo XVII, el estrecho ha sido el principal canal de navegación entre el océano Índico y el océano Pacífico. Varias grandes potencias regionales han gestionado el estrecho durante diferentes periodos históricos.
A principios del siglo XIX, los imperios neerlandés y británico trazaron una línea fronteriza arbitraria en el estrecho y prometieron cazar a los piratas de sus respectivos lados; esa línea pasó a convertirse en la frontera actual entre Malasia e Indonesia.

## Importancia económica
Desde una perspectiva económica y estratégica, el estrecho de Malaca es una de las rutas de navegación más importantes del mundo. El estrecho es el principal canal de transporte marítimo entre el océano Índico y el océano Pacífico, y une las principales economías asiáticas como India, China, Japón y Corea del Sur. Más de 50.000 buques pasan por el estrecho por año, llevando aproximadamente una cuarta parte del comercio mundial de mercancías como el petróleo, manufacturas chinas, café indonesio.
Alrededor de una cuarta parte del total de petróleo transportado por mar pasa a través del estrecho, principalmente de los proveedores del golfo Pérsico a los mercados asiáticos como China, Japón y Corea del Sur. En 2006, se estima que 15 millones de barriles por día (2.400.000 m³/d) fueron transportados a través del estrecho.
El tamaño máximo de los buques que pueden hacer la travesía del estrecho se denomina Malaccamax. El estrecho no es lo suficientemente profundo (unos 25 metros o 82 pies) para permitir que algunos de los más grandes buques (la mayoría de los petroleros) lo utilicen. En el canal de Phillips, cerca de Singapur, el estrecho de Malaca se reduce a 2,8 km de anchura, formando uno de los estrangulamientos de tráfico más importantes del mundo. Desde la  erupción del Krakatoa en 1883, la navegación de grandes buques por el estrecho de Sonda no es segura, por lo que un buque que exceda Malaccamax debe utilizar como alternativa el estrecho de Lombok.

### Puerto Klang
Puerto Klang (en malayo: Pelabuhan Klang, en inglés: Port Klang) es una ciudad y la principal puerta de entrada por mar a Malasia. Conocido durante la época colonial como Puerto Swettenham, pero rebautizado como Puerto Klang en julio de 1972, es el puerto más grande del país. Puerto Klang es el puerto marítimo en Distrito de Klang (Malasia), en Selangor.

### Riesgos de la navegación

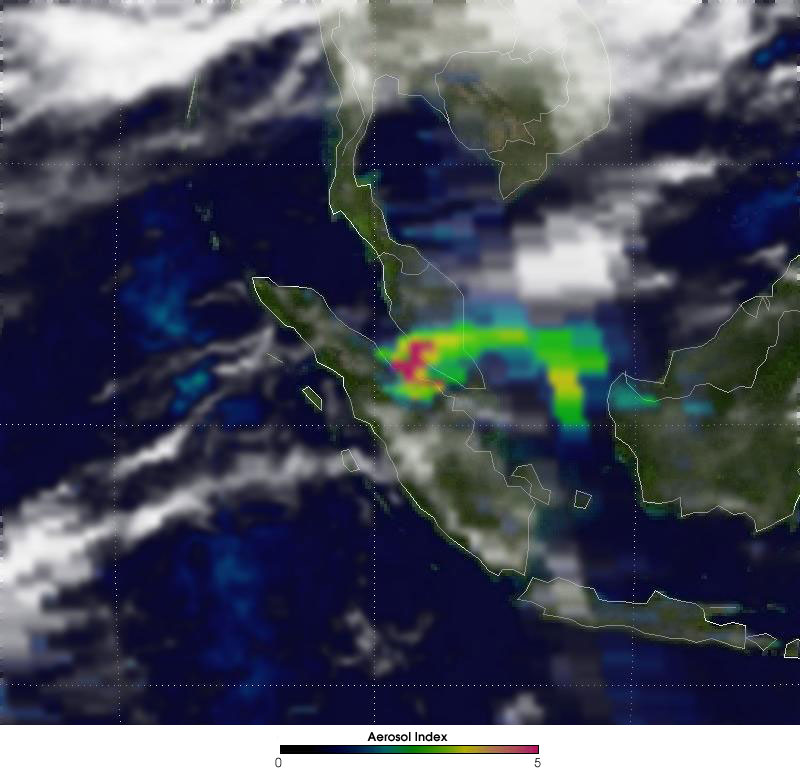
Imagen de satélite que muestra la neblina anual provocada por el humo de los incendios forestales que asuelan Sumatra, lo que limita la visibilidad en el estrecho.

La piratería en el estrecho ha aumentado en los últimos años. Hubo alrededor de 26 ataques contra buques en 1994, 220 en 2000, y poco más de 150 en 2003 (un tercio del total mundial). Después, los ataques aumentaron de nuevo en el primer semestre de 2004, lo que llevó a que las armadas de Malasia, Indonesia y Singapur intensificaran sus patrullas en la zona en julio de 2004. Posteriormente, los ataques a buques en el Estrecho de Malaca ha caído, a 79 en 2005 y 50 en 2006.
En el estrecho hubo 34 naufragios documentados, algunos que datan de la década de 1880, recogidos en el Plan de Separación de Tráfico («Traffic Separation Scheme», TSS), el canal para buques comerciales. Estos pecios plantean un riesgo de colisión en los estrechos y zonas de aguas superficiales.
Otro riesgo es la neblina anual causada por los incendios forestales que asolan Sumatra, que puede reducir la visibilidad a 200 m, lo que obliga a que los buques ralenticen su discurrir por el concurrido estrecho. Los buques de más de 350 m utilizan de forma habitual el estrecho.

### Propuestas para aliviar la travesía del estrecho

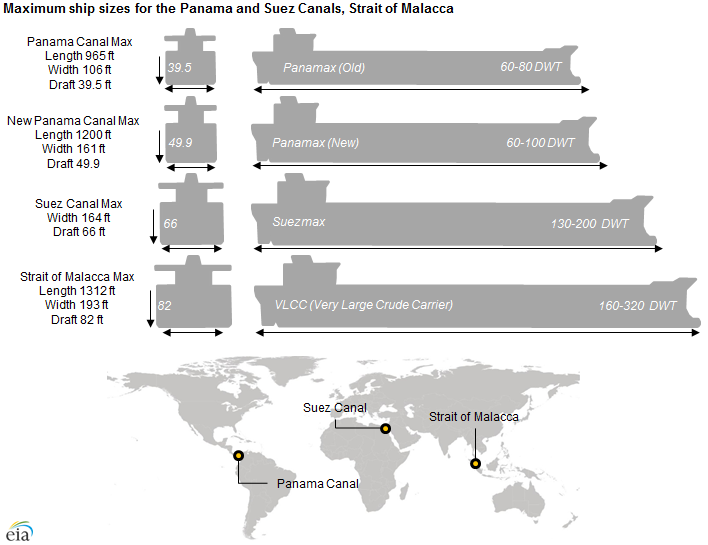
Tamaño máximo de los buques en el canal de Panamá, el canal de Suez y el estrecho de Malaca (en inglés)

Tailandia ha elaborado varios planes para disminuir la importancia económica del estrecho. El gobierno tailandés, a lo largo de su historia, ha propuesto varias veces cortar un canal a través del istmo de Kra, con un ahorro de aproximadamente 960 km de viaje desde el océano Índico hasta el Pacífico. Esto también cortaría Tailandia en dos, aislando las provincias de mayoría musulmana del sur, Narathiwat, Yala y en especial la separatista Pattani. China se ha ofrecido a sufragar los gastos, según un informe filtrado al diario estadounidense The Washington Times en 2004. Sin embargo, y pese al apoyo de varios políticos de Tailandia, los prohibitivos costos financieros y ecológicos sugieren que el canal no seguirá adelante.
Una segunda alternativa es la construcción de un oleoducto a través del istmo para transportar petróleo a los buques que esperarían al otro lado. Los defensores dicen que reduciría el costo de la entrega de petróleo a Asia en cerca de 0,50 $/barril (3 $/m³). Myanmar también ha hecho una propuesta similar de oleoductos. Existe también una propuesta para un oleoducto de petróleo crudo desde Oriente Medio hasta Xinjiang (China), cuya construcción comenzó en octubre de 2004.